# 若尾幾太郎

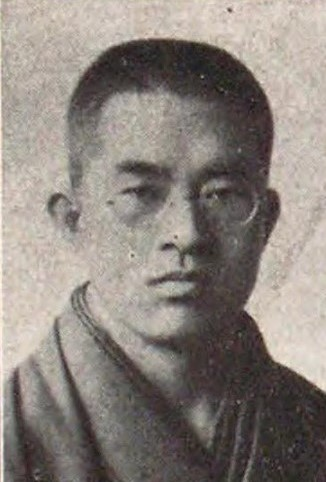
若尾幾太郎

若尾 幾太郎（わかお いくたろう、1884年（明治17年）3月14日 - 1938年（昭和13年）12月23日）は、日本の実業家、政治家。衆議院議員。

## 経歴
神奈川県横浜区（現横浜市）で、二代若尾幾造の長男として生まれる。1903年、横浜商業学校（現横浜市立横浜商業高等学校）を卒業した。
父の事業を補佐して生糸貿易業などに従事。1916年、横浜連合青年会会頭に就任。1922年、家督を相続。若尾合名会社社長、若尾銀行頭取、帝国ホテル取締役、湘南電気鉄道取締役、富士山麓電気鉄道取締役、日本土地証券取締役、ホテルニューグランド取締役、横浜火災海上保険取締役、帝国蚕糸監査役、横浜桟橋倉庫監査役、三ッ引商事監査役などを務めた。
また、横浜地方裁判所借地借家調停委員、横浜取引所商議員、神奈川県蚕業調査会評議員、同信用組合連合会評議員、同匡済会評議員、川崎社会館長などを歴任。 1924年5月、第15回衆議院議員総選挙で神奈川県第一区から立憲政友会所属で出馬して当選し、衆議院議員を1期務めた。

## 親族
- 祖父 若尾幾造 (初代) - 実業家・若尾銀行頭取[5]。